# Roberta Brusegan
Roberta Brusegan (Roma, 14 gennaio 1986) è una pallavolista italiana.
Gioca nel ruolo di centrale nella Polisportiva Libertas Martignacco.

## Carriera
La carriera di Roberta Brusegan inizia nel 2002 quando entra a far parte della squadra del Guidonia, in Serie C. La stagione successiva è in Serie B1 con il club romano del Volleyrò Casal de' Pazzi; dal 2002 al 2004 entra a far parte del Club Italia e durante le estati, con le nazionali minori si aggiudica due medaglie d'argento al campionato europeo 2003 e mondiale under 18 2003 e una medaglia d'oro al campionato europeo under 19 2004.
Dopo un'annata passata nuovamente nel Volleyrò, nella stagione 2005-06 fa il suo esordio tra i professionisti disputando il campionato di Serie A2 tra le file della Virtus Roma. Dal 2006 al 2009 disputa nuovamente il campionato di Serie B1 prima nel Pool Piave e poi nella Pallavolo Gaiga Verona.
Nella stagione 2009-10 viene ingaggiata dalla Pallavolo Volta in serie cadetta, mentre nella annata successiva passa al Parma Volley Girls nella stessa categoria. Con la squadra ducale ottiene la promozione in Serie A1: nella stagione 2011-12 disputa il suo primo campionato di massima serie.
Nella stagione 2012-13 viene ingaggiata dalla Pallavolo Villanterio di Pavia, in Serie A2, mentre in quella successiva resta nella stessa categoria, vestendo la maglia della Beng Rovigo Volley. Ritorna in Serie B1 per il campionato 2015-16 per giocare con la Polisportiva Libertas Martignacco.

## Palmarès

### Nazionale (competizioni minori)
- Campionato europeo under 18 2003
- Campionato mondiale under 18 2003
- Campionato europeo under 19 2004